# کالین هنکس
کالین هنکس (انگلیسی: Colin Hanks؛ زادهٔ ۲۴ نوامبر ۱۹۷۷) هنرپیشه اهل ایالات متحده آمریکا و فرزند تام هنکس است. وی از سال ۱۹۹۶ میلادی تاکنون مشغول فعالیت بوده‌است.
از فیلم‌هایی که وی در آن نقش داشته‌است می‌توان به کینگ کونگ، اورنج کانتی، ۱۱:۱۴، نایافتنی، دکستر، فارگو، بی‌حرکت ایستادن، باک هوارد بزرگ، چگونه پایان می‌پذیرد، بری ماندی و هر چی لازم باشه اشاره کرد.